# Менший Колодезь
Менший Колодезь (рос. Меньшой Колодезь) — село у Долгоруковському районі Липецької області Російської Федерації.
Населення становить 445  осіб. Належить до муніципального утворення Меншоколодезька сільрада.

## Історія
З 13 червня 1934 до 6 січня 1954 року у складі Воронезької області. Відтак входить до складу Липецької області.
Згідно із законом від 2 липня 2004 року №114-оз органом місцевого самоврядування є Меншоколодезька сільрада.

## Населення
1. Н/Д[2]